# Villers-Saint-Paul
Villers-Saint-Paul település Franciaországban, Oise megyében. Lakosainak száma 6500 fő (2022. január 1.). Villers-Saint-Paul Angicourt, Monchy-Saint-Éloi, Nogent-sur-Oise, Rieux és Verneuil-en-Halatte községekkel határos.

## Népesség
A település népessége az elmúlt években az alábbi módon változott:
| Lakosok száma | 6431 | 6433 | 6497 | 6422 | 6440 | 6434 | 6442 | 6521 | 6500 |
|               | 2013 | 2015 | 2016 | 2017 | 2018 | 2019 | 2020 | 2021 | 2022 |